# 王景成
王景成（1958年11月22日—）是高雄市阿蓮區人，曾是臺灣田徑運動員，擅長項目800公尺，過去曾是臺灣省運動會六屆金牌得主。

## 簡歷
王景成為現任中華民國田徑協會秘書長、中華奧會執行委員、亞洲田徑總會獨立理事，以及臺灣桃園市體育總會總幹事。

## 學歷
- 臺北市立教育大學體育系碩士班畢業
- 臺灣省立體育專科學校(現已改名為國立臺灣體育運動大學)。

## 外部連結
- http://www.athletics.org.tw/public/web_page.aspx?id=145 （页面存档备份，存于） 協會秘書長簡介